# 克拉運河

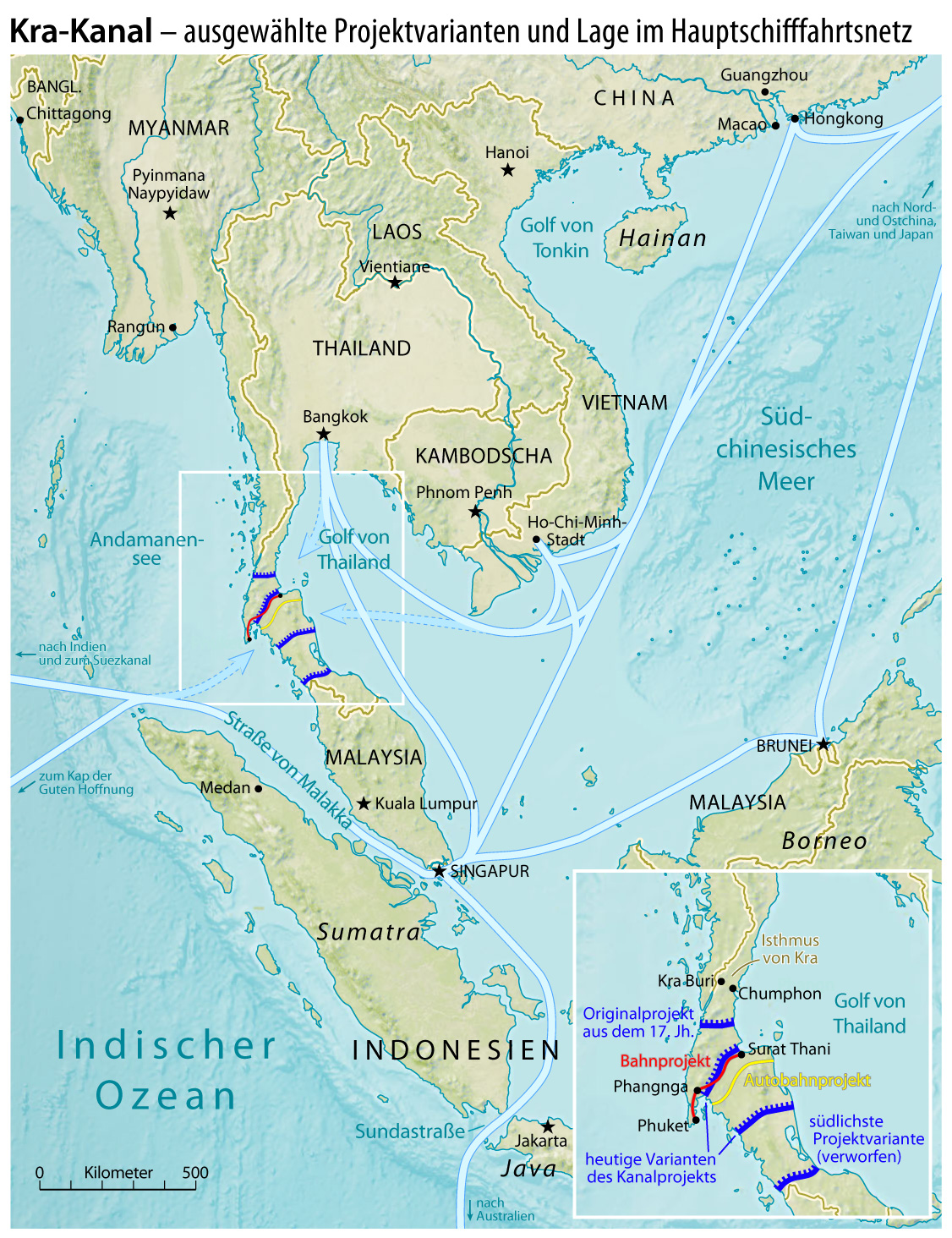
克拉運河在計劃中的位置

克拉運河是一條規劃中的運河，全長102公里，位於泰國南部春蓬府和拉廊府所在的克拉地峡，介乎北緯7度至10度之間，是馬來半島的最窄處。東面是泰国湾，西面則是安達曼海。克拉運河開通後，預計船隻往來印度洋和中国南海，將無須通過馬來半島最南處的马六甲海峡，航程可以縮短超過一千公里，從而大幅減少運輸時間和降低海運成本，對依賴中東地區油氣供應的東亞國家，更具有能源運輸安全的意義。
2018年2月，泰國總理巴育宣布運河不是政府的優先事項。 然而，2020年1月16日，泰國眾議院同意在120天內成立一個委員會來研究泰國運河項目。

## 地理
克拉地峡是馬來半島北部與泰國南部連結的狹長地帶，最窄處約為56公里，最寬處則有190公里，海拔最高為75米。地峽所在範圍都在泰國境內。地峽東面的春蓬府的海濱即為泰國灣，西面的拉廊府的沿岸則是安達曼海。克拉地峽是泰國南部和馬來半島的分界，地峽南面是馬來半島的蒂迪旺沙山脈的北端，而北部是普吉山脈的南端，由於地處兩個山脈之間的低地，所以地勢平緩。

## 歷史背景
長久以來，太平洋和印度洋的海上運輸因為南中國海和安達曼海之間被馬來半島分隔，所以船隻都須要往南繞過馬來半島，並通過馬來半島西面的馬六甲海峽和南面的新加坡海峽。僅繞過馬來半島的航程即逾一千公里，對於往來經印度洋往來東亞地區的海運增加不少成本和風險。在大航海時代後，海路取代陸路，成為東亞地區與歐洲的主要運輸路線。隨著貿易日趨頻繁，因此地處南中國海和印度洋之間的馬來半島成為歐洲列強必爭之地，先後受荷蘭、英國所掌控，藉以控制位處南中國海和印度洋咽喉的馬六甲海峽，從而支配歐洲通往東亞地區的海上貿易。
馬六甲海峽全長達1080公里，最窄處是南端的新加坡海峽，只有2.8公里。馬六甲海峽的東面是馬來半島，西面是蘇門答臘，因為兩地的海岸線綿長，海峽又狹窄，而且是商船往來南中國海和印度洋必經之處，是故於14世紀以前已經有馬六甲海盜頻繁活動、侵襲往來船隻。到二十一世紀初，仍然是海盜活躍的區域。
馬六甲海峽長期以來都是東亞與歐洲和中東地區的主要海上通路，隨著東亞地區中國、日本和韓國的經濟發展，馬六甲海峽更成為東亞地區通過印度洋，進口中東油氣能源的戰略性航道。在2002年，共有1100萬桶石油通過馬六甲海峽，估算到2030年，馬六甲海峽的石油運量將會達到2200萬桶，相當於亞洲有三分之二的石油都需要經馬六甲海峽輸送。
馬六甲海峽對馬來西亞和新加坡的經濟發展尤為重要，荷蘭在17世紀為控制馬六甲海峽而在馬來西亞建立殖民地，到19世紀英國殖民勢力進軍東南亞，在新加坡建立據點。1824年，英國透過英荷條約從荷蘭取得馬來西亞的控制權，並確立統治新加坡的殖民地位。自此，英國透過控制馬六甲海峽支配印度洋和東亞地區貿易的同時，也帶動馬來西亞和新加坡的發展。即使馬來西亞和新加坡在1950年代脫離英國走向獨立後，馬六甲海峽對馬、新兩國帶來巨大的經濟貢獻。地處馬來半島至南端的新加坡，更隨著亞洲戰後經濟快速發展成為全球重要的航運中心，其貨櫃處理量長期位於世界前列。
泰國的東西兩岸受到馬來半島的分隔。早於17世紀，泰國便有在克拉地峽開鑿運河打通東西兩岸的構想。1868年即位的泰王拉瑪五世正式提出開鑿克拉運河的計劃，但基於經濟和技術原因而未能實際推動計劃。第二次世界大戰初期席捲東南亞的日本同時支配泰國政局，也有在克拉地峽開闢運河的計劃，但日本尚來不及實施計劃即已經戰敗。
1970年代，這個構想再次被提出，但由於泰南三府是馬來族穆斯林佔多數、泰族佛教徒反而佔少數的地區，當地穆斯林長期爭取獨立，泰國的中央政府擔心在南部開鑿運河後，會把當地與泰國腹地分割，加劇政局不穩，因此運河計劃長期被歷屆政府擱置。2004年在任的泰國總理他信提出透過建設克拉運河，吸引國際石化行業進駐，推動泰國成為亞洲石油中心，藉以增加泰國的就業機會，但礙於建設費用龐大，泰國內部仍然有不少反對聲音，加上國際局勢變化和隨後泰國政局多年不穩，於是仍然未開建。

## 建設方案
克拉運河的建設方案主要有兩個，分別是北線方案和南線方案。北線方案穿越克拉地峽的狹長地帶，連接位於泰國灣的春篷和在安達曼海的拉廊，全長90公里。由於這條線路必須要穿越山區，增加工程難度。南線方案選擇在宋卡和沙敦之間開挖一條全長102公里的運河，長度比北線方案長，但地勢較為平坦。決定採取的方案除了考慮工程難度外，還要考慮日後使用上的便利，就這一點而言，北線方案因為靠向上北部的緬甸，減少通航里程，所以會比南線有優勢 。規劃中的運河最大長度約為102公里、寬400米、深25米，採取雙向航道，其設計也會考慮兼容超級油輪通航的需要。

## 困難

### 建設開支
由於克拉運河的開鑿長度預計超過100公里，並且要容納超級油輪通過以發揮經濟效益，加上需要興建橋樑等基礎建設連結開鑿運河後被分割的泰國南部地區，所以工程費用龐大。按2015年的初步預計，10年的建設費用為280億美元，如果採取非常規開挖方式把工程時間縮短為7年，則需要360億美元。因為運河的建設開支龐大，泰國的經濟難以獨力承擔。泰國目前有不少交通基建項目同樣需要大量資金投入，包括泰國的公路建設、鐵路的現代化和計劃中的泰國高鐵，一旦開展克拉運河的建設，勢必對其他基建項目產生排擠作用。

### 國民意向
雖然克拉運河開鑿完成後，可以大幅提升泰國的國際航運和戰略地位，但泰國國民對於運河的建設態度卻明顯分歧。2008年8月一項民意調查顯示，有百分之28的泰國人支持興建運河，但有百分之33的國民卻對開鑿運河表示憂慮。支持建設運河的國民，大部分都認為運河能夠提高泰國在國際物流的地位，使泰國成為交通樞紐，帶動多個行業發展，從而增加泰國的就業機會。至於表達憂慮的國民，雖然認同運河能夠帶來經濟效益，但同時擔心會使主要是伊斯蘭教徒聚居的南部帶來不穩定，建設費用巨大，令政府需要減少其他公共開支，以及環境影響。此外，有不少國民擔心政府官員會藉著投入龐大資金的運河項目貪污，從中取利。

### 政治局勢
克拉運河位於泰國南部與馬來半島接壤的區域，但該區域主要是佔泰國人口少數的伊斯蘭居民聚居，由於當地伊斯蘭居民長期不滿於泰國中央政府的統治，一直爭取獨立，所以泰國南部是泰國分離主義最活躍的地區。泰國政府和人民普遍擔心，一旦運河建成後，泰國南部會一分為二，恐怕加劇南部局勢的不穩。
泰國國內政治的不穩定同樣不利於推動大型基礎建設發展。泰國政府少有政黨能夠在大選中連任，加上軍方對政治的介入，國家的重要發展政策缺乏延續性，對於須要長年規劃和建設的大型項目帶來不明朗影響。2004年，時任泰國總理的塔克辛·欽那瓦提出「巨型工程」作為經濟政策，計劃在泰國進行多個規模與克拉運河類似的大型基建項目，籍以吸引外資、拉動泰國經濟、促進就業、提升泰國的產業技術。然而，實際執行上卻困難重重，不少國民認為「巨型工程」只是執政黨為吸引選票而提出的一個空泛計劃。泰國的貪污問題也使這類涉及大量政府資金項目難以獲得人民信任。泰國國內的政治鬥爭令跨政府任期項目不能保證得到延續。塔克辛的各項大型基建規劃，在2006年泰國軍事政變發生後，也隨著塔克辛被推翻而中止。

### 環境影響
泰國社會注重對傳統生活方式的尊重，因此對克拉運河的發展計劃甚為保留。因為運河長度達102公里，勢必對運河沿線的森林、地貌和農業帶來影響。運河兩端的出海口的海洋生態也會因為船隻航運大量增加，而對當地的漁業帶來影響。運河附近的多個風景區，如斯米蘭羣島、素林羣島、安通羣島、蘇梅島、龜島等，都要面對運河工程的環境變化。

## 國際合作
因為開鑿克拉運河所需資金龐大，泰國政府難以獨力承擔，所以泰國計劃通過國際合作，透過外國政府投資協助籌集開發運河的資金。由於克拉運河建成後，除了運河所在的泰國外，還對東亞多個國家的經濟帶來利益，所以中國和日本都曾經探討合作興建克拉運河的計劃日本早於1970年代已經提出在泰國投資開鑿運河的計劃，但未實行。泰國在2004年再度提出開建克拉運河，中國和日本均回應願參與建設克拉運河，但礙於泰國國內仍然未達共識而擱置。

## 中泰合作的傳聞
2015年5月中旬，中國媒體廣泛報導中國和泰國在廣州簽署兩國合作興建克拉運河的備忘錄，中國和泰國政府將會正式開展克拉運河的聯合開發項目。然而，中國駐泰國大使館在2015年5月19日澄稱，兩國官方簽署克拉運河備忘錄的報導並非屬實。雖然兩國官方否認合作興建克拉運河，但中國有多家大型基建和機械設備企業，在2014年4月9日投入20億元人民幣資本組成合作機構，就克拉運河的前期規劃進行探討和研究。

## 各界反應
此計畫牽動著整個東南亞，乃至整個東亞及南亞地區的政治、經濟命脈，許多國均對此甚有意見。

### 東盟
泰國是東南亞國家聯盟的會員，而可能受克拉運河影響的印尼、馬來西亞和新加坡皆為東南亞國家聯盟成員國。 東盟雖然沒有對克拉運河正面表態，但馬來西亞和新加坡對推動運河的建設卻明顯消極，擔心國際航運減少使用馬六甲海峽水道後，會對該國的經濟帶來負面影響，因此一再表示需要詳細研究。

### 中國
踏入21世紀後，中華人民共和國的經濟發展對能源輸入有龐大需求，所以對克拉運河的規劃持積極的態度。對中國而言，提倡多極體系是必要的。以中國的海運為例，隨著美國在2010年宣布「重返亞洲」的戰略，特別是由中東進口的石油嚴重受制於馬六甲水道安全。一旦中國與美國發生軍事衝突，中國從中東輸入的油氣能源勢必面臨美國封鎖。再者，新加坡設有美軍基地，中國海軍要在遠離本土的馬六甲海峽為運輸船隊進行護航，將會面對重大挑戰。因此，中國對於有益突破海上封鎖的克拉運河甚為積極。
從2010年代起，中國提出「一帶一路」的概念，克拉運河更被視為構成新海上絲綢之路的重要航線。中國民間和學界都對克拉運河持正面態度，中國國有企業為運河的興建進行先期研究。不過也有觀點指出，中國即使投入巨資開鑿克拉運河，也擺脫不了美國在泰國駐軍的封鎖，而且最受惠的將會是同樣依賴輸入石油的日本等與泰國關係也十分良好國家。雖然如此，仍然有評論認為，世界走向多極化，就是有助中國大幅提升在南亞及新加坡的影響力。
。

### 印度
印度方面擔心克拉運河會提高中國海軍在印度洋的存在感，從軍事角度來看，他們推測克拉運河將是中國加強所謂“珍珠链战略”的重要一步，即是中國將軍力投放到一系列盟友的海軍基地，包括斯里蘭卡、緬甸、巴基斯坦及孟加拉，借此軍事包圍印度。

### 新加坡
新加坡以其在馬六甲海峽南端的戰略位置成為國際航運中心，並為美國在亞太區的重要基地。因為克拉運河開通後，會嚴重削弱新加坡的地區影響力，所以新加坡對於克拉運河的計劃持反對態度。新加坡對擬議中的運河對其經濟的不利影響表示擔憂，一份報告估計新加坡可能會因為運河而損失30%的航運貿易。